# Wikner Thornberg

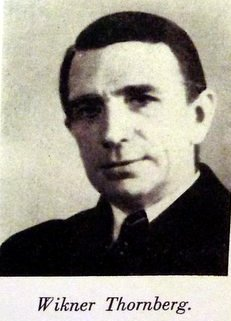
Foto ca 1949

Wikner Thornberg, (även Vikner Tornberg) född 5 mars 1893 i Höör, död 22 september 1976 i Höör, var en svensk snickare och kommunalpolitiker. 
Thornberg var ledamot i fullmäktige för Höörs municipalsamhälle från 1928 till 1939, därefter ledamot i fullmäktige för Höörs köping till år 1963. Thornberg var mellan 1939 och 1949 vice ordförande  i kommunfullmäktige och dess ordförande från 1949 till och med 1958.  Thornberg var tidigt engagerad i det Socialdemokratiska Arbetarpartiet . Thornberg var ordförande i Höörs arbetarekommun mellan 1924 och 1931.
Thornberg  hade en rad olika uppdrag inom Höörs kommun, fackföreningsrörelsen, kooperativa rörelsen samt idrottsrörelsen i Höör. Thornberg var även ledamot av Höör sparbanks styrelse 1940-1949. 
1952 fick Thornberg Svenska Landskommuners förbunds förtjänstmedalj i guld för "långvarig och särskild gagnelig gärning i kommunalt förvaltningsarbete"
På 1980-talet namnges en gata i Höör, Thornbergsgatan.
Han ligger begravd på Klockarebackens kyrkogård